# William Bendix

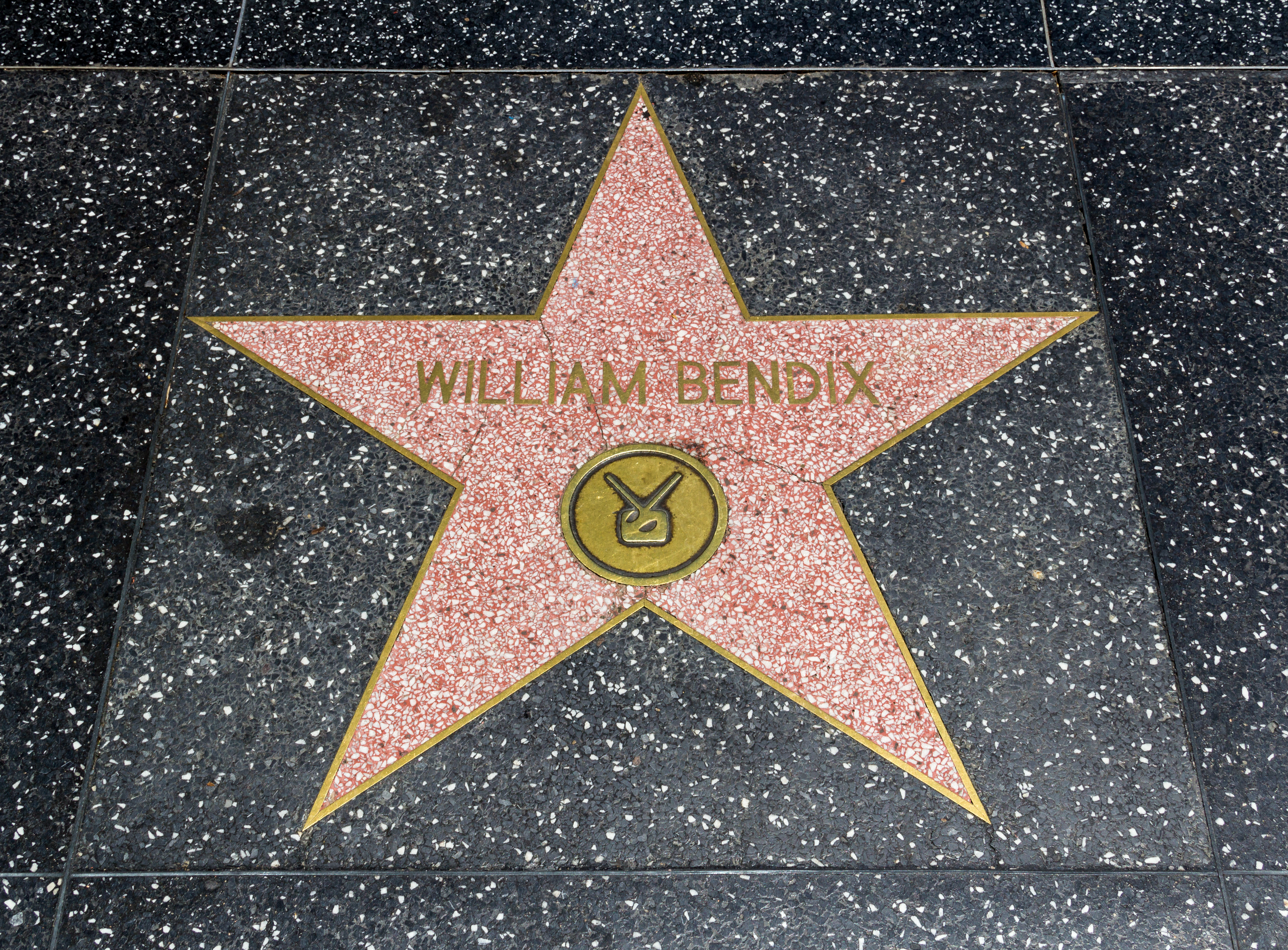
Stern auf dem Walk of Fame in Los Angeles

William Bendix (* 14. Januar 1906 in New York City; † 14. Dezember 1964 in Los Angeles, Kalifornien) war ein US-amerikanischer Schauspieler.

## Leben und Karriere
Der Sohn eines Musikers wuchs in seiner Geburtsstadt New York City auf und verließ mit 15 Jahren die Highschool. Er schlug sich zunächst als Gepäckträger für die Baseballteams New York Giants und New York Yankees sowie als Kellner durch, ehe er 1927 heiratete und von seinem Schwiegervater als Manager in dessen Lebensmittelgeschäft eingestellt wurde. Als das Geschäft während der Weltwirtschaftskrise in Konkurs ging, wendete sich Bendix beruflich der Schauspielerei zu und trat zunächst am Theater auf.
Ab 1942 wirkte er in Film- und Fernsehproduktionen mit. Für seine Nebenrolle in dem Kriegsdrama Wake Island war er noch im gleichen Jahr für den Oscar als Bester Nebendarsteller nominiert. Ebenfalls viel Beachtung fand seine Darstellung eines Wirtes in der Komödie Die Frau, von der man spricht aus demselben Jahr. Im Verlaufe des Zweiten Weltkriegs spielte er oft Militärangehörige, etwa als verwundeter Navy-Matrose in Alfred Hitchcocks Thriller Das Rettungsboot (1944). In insgesamt zehn Filmen war Bendix an der Seite von Alan Ladd zu sehen, darunter in den bekannten Film noirs Der gläserne Schlüssel (1942) und Die blaue Dahlie (1946). Zwar gab er in Der gläserne Schlüssel einen psychopathischen Gangster, doch viel häufiger spielte er etwas ungeschliffene, aber gutherzige Kerle aus der Arbeiterklasse.
Mitunter wurde Bendix auch mit Hauptrollen betraut, so 1948 in The Babe Ruth Story, der von Kritikern zwar nicht gemochten, aber kommerziell erfolgreichen Filmbiografie über die Baseballlegende Babe Ruth. Große Popularität in den USA brachte Bendix seine Darstellung des Flugzeugbauers Chester A. Riley in der Sitcom The Life of Riley ein. Er sprach diese Rolle von 1944 bis 1951 zunächst in einer Radioserie, ehe er sie vor der Kamera in einem 1949 erschienenen Kinofilm sowie in einer von 1953 bis 1958 laufenden Fernsehserie verkörperte. Bendix blieb bis kurz vor seinem Tod als Schauspieler tätig. 1961 drehte er mit Toller Hecht auf krummer Tour seinen ersten und einzigen Film in Deutschland.
Bendix verstarb 1964 an den Folgen einer Lungenentzündung. Ihm wurden zwei Sterne auf dem Hollywood Walk of Fame gewidmet.

## Filmografie (Auswahl)
- 1940: Nachts unterwegs (They Drive By Night)
- 1942: Die Frau, von der man spricht (Woman of the Year)
- 1942: Der gläserne Schlüssel (The Glass Key)
- 1942: Star Spangled Rhythm
- 1942: Wake Island
- 1943: Guadalkanal – die Hölle im Pazifik (Guadalcanal Diary)
- 1943: Hostages
- 1944: The Hairy Ape
- 1944: Das Rettungsboot (Lifeboat)
- 1945: It’s in the Bag!
- 1946: Die blaue Dahlie (The Blue Dahlia)
- 1946: Feind im Dunkel (The Dark Corner)
- 1946: In Ketten um Kap Horn (Two Years Before the Mast)
- 1947: Das Netz (The Web)
- 1947: Kalkutta (Calcutta)
- 1947: Mädchen für Hollywood (Variety Girl) (Cameo)
- 1948: The Babe Ruth Story
- 1949: Die Todesreiter von Laredo (Streets of Laredo)
- 1949: The Life of Riley
- 1949: Gestrandete Jugend (Johnny Holiday)
- 1949: Die rote Schlinge (The Big Steal)
- 1949: Ritter Hank, der Schrecken der Tafelrunde (A Connecticut Yankee in King Arthur’s Court)
- 1950: Endstation Mord (Gambling House)
- 1951: Polizeirevier 21 (Detective Story)
- 1951: U-Kreuzer Tigerhai (Submarine Command)
- 1952: Macao
- 1952: Kampf um den Piratenschatz (Blackbeard the Pirate)
- 1953–1959: The Life of Riley (Fernsehserie, 217 Folgen)
- 1955: Straße des Terrors (Crashout)
- 1958: Durchbruch bei Morgenrot (The Deep Six)
- 1959: Das Bittere und das Süße (The Rough and the Smooth)
- 1960: Overland Trail (Fernsehserie, 17 Folgen)
- 1961: Mr. Ed (Fernsehserie, 1 Folge)
- 1961: Der Schuß aus dem Nichts (Johnny Nobody)
- 1961: Toller Hecht auf krummer Tour
- 1962: Sexy! (Boys’ Night Out)
- 1963: Stahlhagel (The Young and the Brave)
- 1964: Das Gesetz der Gesetzlosen (Law of the Lawless)